# Symphonie funèbre et triomphale
La Grande Symphonie funèbre et triomphale est une œuvre d'Hector Berlioz. Créée pour un orchestre d'harmonie, elle fut livrée en 1840 en réponse à une commande officielle du ministre de l'intérieur Charles de Rémusat en prévision de la grande célébration du dixième anniversaire de la Révolution de 1830 à Paris. Accompagnés d'un grand cortège militaire, vingt-quatre chevaux devaient tirer un immense corbillard vers la place de la Bastille : les cercueils de cinquante martyrs qui devaient être déposés sous la nouvelle colonne, tandis que la fanfare devait jouer tout au long de la procession.

## Histoire
Berlioz avait depuis longtemps le projet d'une grande Fête musicale funèbre à la mémoire des hommes illustres de la France, renouant avec l'esprit des grandes fêtes patriotiques de la Révolution, et dont le Requiem avait été déjà une première tentative. La commande fut pour lui l'occasion d'adapter et composer en fonction du déroulement prévu de la cérémonie : cortège funèbre passant par la Concorde, la Madeleine et les Grands boulevards, pour lequel il composa la Marche funèbre qui devait être répétée environ six fois ; Hymne d'adieu lors de la descente des cercueils dans les caveaux sous la colonne de la Bastille ; et enfin Apothéose pour achever la cérémonie et consacrer les héros.
La cérémonie eut lieu le 28 juillet 1840. Berlioz dirigea lui-même, en uniforme de la Garde nationale et en marchant à reculons, une grande fanfare militaire de deux cents musiciens (vents et percussions). La répétition en salle avait été très satisfaisante et impressionna beaucoup l'assistance, mais l'exécution en plein air fut malgré tout dans l'ensemble un échec en raison des bruits de la foule et des manœuvres militaires. Reprise en concert en août, l'œuvre fit à nouveau très forte impression. Richard Wagner la jugea « grande de la première à la dernière note », et écrivit ensuite : « Je suis convaincu que cette symphonie perdurera et exaltera le cœur des hommes tant qu'il existera une nation nommée France ».
Berlioz avait répondu à la solennité de l'événement en offrant une musique efficace et retenue, mais néanmoins pleine de grandeur. Conscient de sa valeur, il en fit plus tard une version pour concert, rajoutant des pupitres de violoncelles et de contrebasses, renommant l'Hymne d'adieu en Oraison funèbre, et surtout en ajoutant un chœur pour le troisième mouvement sur des paroles de son ami Antoni Deschamps. Cette nouvelle version fut créée à Bruxelles, le 26 septembre 1842. La partition originale de Berlioz recommandait 392 exécutants (192 pour l'orchestre et 200 pour le chœur) ; il y en eut jusqu'à 1800 le 24 juillet 1846 à l'Hippodrome de Paris.

## Structure
La symphonie comprend trois mouvements :
1. Marche funèbre : marche lente et triste en fa mineur. C'est une des plus grandes réussites de Berlioz. Elle porte l'influence de la Symphonie « Héroïque » de Beethoven.
2. Oraison funèbre : sombre mélopée où Berlioz réutilise un aria de l'acte 3 de son opéra inachevé Les Francs-juges, y remplaçant la partie vocale (l'invocation d'Arnold) par un trombone soliste face à l'orchestre.
3. Apothéose : le troisième mouvement enchaîne sans interruption, marche triomphale et brillante en si bémol majeur qui sonne comme un hymne à la Nation, se concluant sur ces paroles (chœur final facultatif) :

« Gloire !

Gloire !

Gloire et triomphe !

Gloire !

Gloire et triomphe à ces Héros !

Gloire !

Gloire et triomphe !

Venez, élus de l’autre vie !

Changez, nobles guerriers,

Tous vos lauriers

Pour des palmes immortelles !

Suivez les Séraphins,

Soldats divins

Dans les plaines éternelles !

A leurs chœurs infinis

Soyez unis !

Anges radieux,

Harmonieux,

Brûlants comme eux,

Entrez, sublimes

Victimes !

Gloire et triomphe à ces Héros !

Ils sont tombés aux champs de la Patrie !

Gloire et respect à leurs tombeaux !

Venez, élus de l’autre vie !

Gloire !

Gloire et triomphe à ces Héros !

Gloire

Et respect

À leurs

Tombeaux ! »

## Discographie
- Hector Berlioz : The Complete Works (27 CD, Warner Classics 0190295614447, 2019, CD n°5), Grande symphonie funèbre et triomphale (op. 15 ; H 80B) par la Chorale populaire de Paris et la Musique des gardiens de la paix, dir. Désiré Dondeyne (enregistrement Erato 1959),
- Grande symphonie funèbre et triomphale (op. 15; H 80B), London Symphony Orchestra, dir. Colin Davis. CD Philipps 1970,
- Grande symphonie funèbre et triomphale (op. 15; H 80B), The Wallace Collection, dir. John Wallace. CD Nimbus records 1989.
- Grande symphonie funèbre et triomphale (op. 15; H 80B), Orchestre d'harmonie des gardiens de la paix de la Préfecture de Police de Paris, dir. Philippe Ferro. CD Calliope 2003.
- Grande symphonie funèbre et triomphale (op. 15; H 80B), Te Deum op. 22, Simon Preston, organ, The BBC National Orchestra of Wales, dir. Thierry Fisher, Susanna Mälkki. CD BBC Music Magazine 2010.
- Grande symphonie funèbre et triomphale (op.15; H 80B), "La Voie Triomphale": Staff Band of the Norwegian Armed Forces, dir. Ole Kristian Ruud QUB musique 2012.